# Dąbrzyca
Dąbrzyca (Dobrzyca Kamieńska) – struga, lewobrzeżny dopływ Wołczenicy o długości 16,05 km i powierzchni zlewni 41,45 km².
Struga wypływa z północnej części miasta Nowogard w kierunku północnym. Od wsi Otręby biegnie na północny zachód, mijając wsie Dąbrowa Nowogardzka i Olszyca. Dalej płynie na północ i za wsią Błotno uchodzi do Wołczenicy.
Nazwę Dąbrzyca wprowadzono urzędowo rozporządzeniem w 1948 roku, zastępując poprzednią niemiecką nazwę strugi – Mühlen Bach.